# Simferopol
Simferopol (în lb. ucr. Сімферополь, în lb. rusă Симферополь) este capitala Republicii Autonome Crimeea, o regiune disputată între Ucraina și Rusia. Orașul numără 344.000 de locuitori. A fost întemeiat în anul 1784 de țarina Ecaterina cea Mare, după ocuparea Peninsulei Crimeea de către Rusia. Încă de la începutul secolului al XIV-lea pe locul Simferopolului exista o așezare a tătarilor crimeeni, așezare care purta numele Aqmescit.

## Demografie
Componența lingvistică a orașului Simferopol
     Rusă (85,57%)
     Tătară crimeeană (6,81%)
     Ucraineană (6,24%)
     Alte limbi (0,27%)
Conform recensământului ucrainean din 2001, majoritatea populației orașului Simferopol era vorbitoare de rusă (85,57%), existând în minoritate și vorbitori de tătară crimeeană (6,81%) și ucraineană (6,24%).
În anul 2013, s-a estimat că populația localității ucrainene ar fi de 337.285 locuitori. 

## Personalități născute aici
- Refat Appazov (1920 - 2008), om de știință sovietic de origine tătară;
- Üriye Kermençikli (n. 1938), cântăreață;
- Şeref Osmanoğlu (n. 1989), atlet de etnie turcă.